# Cầu vồng sau mưa (album)
Cầu vồng sau mưa là album thứ 8 của nam ca sĩ Việt Nam Cao Thái Sơn phát hành tháng 9 năm 2010.

## Sản xuất
Ca khúc chủ đề của album này, "Cầu vồng sau mưa" được xem là phần tiếp theo của ca khúc "Con đường mưa", ca khúc chủ đề của album trước. Cả hai ca khúc đều do Nguyễn Văn Chung sáng tác Trong album này các ca khúc "Cầu vồng sau mưa", "Yêu thương quay về" và "Bình yên nhé" trở thành một câu chuyện tình cảm lãng mạn và nhận được phản ứng tích cực của người hâm mộ.
Đầu năm 2010, Cao Thái Sơn và đội ngũ sản xuất có chuyến lưu diễn kéo dài 2 tháng tại Mỹ kết hợp với việc chụp ảnh, quay MV cho album. Các video âm nhạc của album được ghi hình tại Thành phố Hồ Chí Minh trong 1 tháng vào mùa mưa với diễn xuất của Cao Thái Sơn và Angela Phương Trinh.

## Phát hành
Album được ra mắt vào ngày 1 tháng 9 năm 2010 tại Thành phố Hồ Chí Minh.
Cầu vồng sau mưa gồm 1 CD có 10 ca khúc và 1 DVD với 5 MV. Nữ ca sĩ Hiền Thục cũng song ca với  Cao Thái Sơn trong ca khúc "Anh vẫn còn yêu" của nhạc sĩ Phúc Trường. Các MV do Ricky Dũng đạo diễn, phần hòa âm do 2 nhạc sĩ Minh Khang, Vĩnh Tâm đảm trách.
Tổng doanh thu của album và một số hoạt động quyên góp do Cao Thái Sơn tổ chức sẽ được trao có các các tổ chức chăm sóc trẻ em bị nhiễm chất độc da cam, ngoài ra sẽ trích ra 2.000 đồng với mỗi CD được bán ra để quyên góp cho quỹ Chất độc da cam.

### Danh sách ca khúc
| Bản CD | Bản CD                 | Bản CD            | Bản CD    | Bản CD     |
| STT    | Nhan đề                | Sáng tác          | Song ca   | Thời lượng |
| ------ | ---------------------- | ----------------- | --------- | ---------- |
| 1.     | "Bình yên nhé"         | Khắc Việt         |           |            |
| 2.     | "Cầu vồng sau mưa"     | Nguyễn Văn Chung  |           |            |
| 3.     | "Quên"                 | Khắc Việt         |           |            |
| 4.     | "Ngàn lần khắc tên em" | Nguyễn Hồng Thuận |           |            |
| 5.     | "Yêu thương quay về"   | Khắc Việt         |           |            |
| 6.     | "Anh vẫn còn em"       | Phúc Trường       | Hiền Thục |            |
| 7.     | "Bài hát của mưa"      | Nguyễn Văn Chung  |           |            |
| 8.     | "Vòng tay ấm"          | Bảo Dũng          |           |            |
| 9.     | "Nơi anh chờ em"       | Bảo Dũng          |           |            |
| 10.    | "Chạm vào điều ước"    | Nguyễn Hồng Thuận |           |            |

## Đón nhận

### Đánh giá
Cây viết Bá Nha của báo Phụ Nữ cho rằng việc Cao Thái Sơn cho ra album Cầu vồng sau mưa là một nước đi an toàn, cho thấy nam ca sĩ chỉ "ăn theo thành công cũ" của album Con đường mưa.

### Giải thưởng
Trong liveshow tháng 11 của Album vàng 2010, Cầu vồng sau mưa đã giành được giải cao nhất là Album được yêu thích (của tháng) trong khi giải quan trọng khác là Album nghệ thuật xuất sắc do Hội đồng nghệ thuật bình chọn không có album nào đạt giải. Cầu vồng sau mưa sau đấy là một trong hai album cùng giành được giải Album được yêu thích (của năm).
| Năm  | Giải thưởng        | Hạng mục                      | Đề cử                            | Kết quả   | Chú thích     |
| ---- | ------------------ | ----------------------------- | -------------------------------- | --------- | ------------- |
| 2010 | Album vàng 2010    | Album được yêu thích tháng 11 | Cầu vồng sau mưa                 | Đoạt giải | [ 7 ]         |
| 2011 | Album vàng 2010    | Album được yêu thích (năm)    | Cầu vồng sau mưa                 | Đoạt giải | [ 8 ] [ 9 ]   |
| 2011 | Zing Music Awards  | Top 10 album của năm          | Cầu vồng sau mưa                 | Đoạt giải | [ 10 ] [ 11 ] |
| 2011 | Zing Music Awards  | Top 10 ca khúc của năm        | "Yêu thương quay về"             | Đoạt giải | [ 10 ] [ 11 ] |
| 2011 | Zing Music Awards  | Top 10 video clip của năm     | Bình yên nhé và Cầu vồng sau mưa | Đoạt giải | [ 11 ]        |
| 2011 | Giải Mai Vàng 2010 | Nam ca sĩ nhạc nhẹ của năm    | Ca khúc "Yêu thương quay về"     | Đề cử     | [ 12 ]        |
| 2011 | Giải Mai Vàng 2010 | Ca khúc của năm               | "Cầu vồng sau mưa"               | Đề cử     | [ 12 ]        |

### Bản phát hành khác
Đầu năm 2021, ca sĩ Nathan Lee đã mua độc quyền nhiều ca khúc do Nguyễn Văn Chung sáng tác, trong đó có những ca khúc thuộc album này như Tình yêu trở lại, Pha lê tím, Con đường mưa và ca khúc chủ đề của Vol.8 là Cầu vồng sau mưa.